# Щербакова, Марианна Валентиновна
Мариа́нна Валенти́новна Щербако́ва (18 января 1910 года — 3 апреля 1991 года) — советский учёный, кандидат географических наук, доцент, геоморфолог, спелеолог, карстовед, педагог.

## Жизнеописание
Закончила в 1936 году Московский государственный университет имени М. В. Ломоносова. Внучка российского астронома Щербакова Сергея Васильевича.
В Киевском университете работала с 1948 года старшим научным сотрудником лаборатории спелеологии геологического факультета, в 1949—1980 доцентом кафедры геоморфологии. Кандидатская диссертация «Геоморфология Кавказа» защищена в 1947 году. Читала курсы: «общая геоморфология и историческая геология», «геоморфология СССР», «общая геоморфология», «основы карстоведения». Автор многочисленных научно-методических разработок по этим курсам. Занималась проблемами теоретической и региональной геоморфологии, специалист по карстовым процессам, современным эрозионным процессам и мерам борьбы с ними. Проводила научные исследования в экспедициях на Кавказе, Урале, в Крыму и Карпатах. Автор научно-практических рекомендаций для производственных организаций. Плодотворно работала с учителями и учениками школ города Киева. Выступала с научно-популярными лекциями среди широких масс населения в городах и селах УССР. Была членом бюро секции Наук о Земле общества «Знание» УССР. Автор многих брошюр издательства товарищества «Знание» УССР.

## Награды
Имя Марианны Валентиновны присвоено малой планете «Щербаковия» (№ 3886) в 1992 году. Награждена орденом Красной Звезды, медалями: «За оборону Кавказа», «За доблестный труд».

## Научные труды
Автор более 50 научных трудов. Основные труды:
- Научно-методическая разработка к стендам по общей геоморфологии Украины. К., 1960.
- К вопросу о современных и давних физико-географических процессах горного Крыма. — К., 1965 (в соавторстве).
- Минералогический и палеонтологический музеи КГУ / Информационный бюллетень КГУ. — К., 1965.